# Балтер, Алла Давидовна
А́лла Дави́довна Ба́лтер (23 августа 1939, Киев — 14 июля 2000, Москва) — советская и российская актриса театра и кино. Народная артистка Российской Федерации (1998).

## Биография
Родилась 23 августа 1939 года в Киеве в еврейской семье. 
Окончила Киевское театральное училище при КУАДТ имени И. Я. Франко (курс М. М. Крушельницкого). 
Свой творческий путь будущая актриса начинала в Ленинграде, где играла на сцене Театра имени Ленинского комсомола.
В 1961–1965 годах — актриса КАРДТ имени Леси Украинки и других театров Украины.
С 1971 по 1982 гг. — актриса Московского драматического театра имени К. С. Станиславского.
С 1982 по 1984 гг. — актриса Московского театра на Таганке. 
С 1984 года была ведущей актрисой Театра имени Маяковского в Москве.

Могила на Ваганьковском кладбище

Скончалась 14 июля 2000 года в Москве от рака позвоночника, похоронена на Ваганьковском кладбище (уч. 24).

## Семья
- Первый муж — Эммануил Анброх (1935—2015), вратарь футбольного клуба «Таврия» (1958—1965 годы, 130 игр), победитель первенства СССР в классе «Б» 1964 года. В последнее время проживал в Бат-Яме (Израиль).

- Второй муж — Эммануил Виторган (род. 1939), народный артист России,
- Сын — Максим Виторган (род. 1972), актёр, режиссёр.

## Творчество

### Роли в театре
- «Вестсайдская история» А. Лорентса — Анита
- «Кошка на раскалённой крыше» Теннесси Уильямса — Мэг
- «Да здравствует королева, виват!» Р. Болта — Мария Стюарт
- «Игра теней» Ю. Эдлиса — Клеопатра
- «Виктория» Т. Реттигена — леди Нельсон
- «Горбун» С. Мрожека — Баронесса
- «Чума на оба ваших дома» Г. А. Горина — сеньора Капулетти
- «Кукольный дом» («Нора») Г. Ибсена — фру Линне

### Фильмография
- 1968 — Степень риска — Алла
- 1975 — Следствие ведут ЗнаТоКи. Ответный удар — Ляля, манекенщица дома моделей
- 1975 — Такая короткая долгая жизнь — Лидия Павловна
- 1979 — Поэма о крыльях — эпизод
- 1980 — Ларец Марии Медичи — Дениза Монсегюр
- 1982 — Транзит — «Русалка», жена Анатолия Даниловича
- 1984 — Последний визит — Сэйра Бэртон
- 1990 — Когда святые маршируют — жена джазового трубача Бориса Вешнина
- 1991 — И возвращается ветер… — мама Михаила
- 1992 — Чёрный квадрат — Ракитина
- 1994 — Я люблю — Надежда
- 1997 — Звёздная ночь в Камергерском
- 1999 — Каменская (серия «Смерть и немного любви») — Тамила Шалвовна Бартош

### Телеспектакли
- 1968 — Три года — Юлия Белавина
- 1972 — Записки Пиквикского клуба — мисс Эмилия Уордль
- 1978 — Мораль пани Дульской — пани Юльясевич
- 1979 — Молодая хозяйка Нискавуори
- 1985 — Несмотря на преклонный возраст — Нина Спиридоновна
- 1986 — Ваша дочь Александра
- 1988 — Эшелон — Ива
- 1989 — Юбилейное танго
- 1989 — Кошка на раскалённой крыше — Маргарет
- 1990 — После дуэли — императрица Александра Фёдоровна, супруга Николая I

## Признание и награды
- Заслуженная артистка РСФСР (1990)[4]
- Народная артистка Российской Федерации (1998) — за большие заслуги в развитии театрального искусства[2]